# Cantone di Billom
Il Cantone di Billom è una divisione amministrativa dell'arrondissement di Clermont-Ferrand.
A seguito della riforma approvata con decreto del 21 febbraio 2014, che ha avuto attuazione dopo le elezioni dipartimentali del 2015, è passato da 10 a 24 comuni.

## Composizione
I 10 comuni facenti parte prima della riforma del 2014 erano:
- Billom
- Bongheat
- Bort-l'Étang
- Égliseneuve-près-Billom
- Glaine-Montaigut
- Mauzun
- Montmorin
- Neuville
- Pérignat-sur-Allier
- Saint-Julien-de-Coppel

Dal 2015 i comuni appartenenti al cantone sono i seguenti 24:
- Beauregard-l'Évêque
- Billom
- Bongheat
- Bouzel
- Chas
- Chauriat
- Égliseneuve-près-Billom
- Espirat
- Estandeuil
- Fayet-le-Château
- Glaine-Montaigut
- Isserteaux
- Mauzun
- Mezel
- Montmorin
- Neuville
- Reignat
- Saint-Bonnet-lès-Allier
- Saint-Dier-d'Auvergne
- Saint-Jean-des-Ollières
- Saint-Julien-de-Coppel
- Trézioux
- Vassel
- Vertaizon